# Jutta Bohnke-Kollwitz
Jutta Bohnke-Kollwitz (* 29. Mai 1923 in Berlin; † 6. Oktober 2021 in Köln) war eine deutsche Germanistin. Sie baute ab 1960 die Spezialbibliothek Germania Judaica auf und war als Enkelin von Käthe Kollwitz die Gründungsdirektorin des Käthe-Kollwitz-Museums in Köln. 

## Leben
Jutta Kollwitz und ihre Zwillingsschwester Jordis wurden als mittlere Töchter der Künstlerin Ottilie Ehlers-Kollwitz und ihres Ehemanns Hans Kollwitz 1923 in Berlin geboren. Hans Kollwitz war Arzt und der einzige überlebende Sohn der Künstlerin Käthe Kollwitz. Sie wuchs in bildungsbürgerlichem Umfeld in der Abendrot-Siedlung in Berlin-Lichtenrade auf, wo ihre Eltern ein gastoffenes Haus führten. Wie ihr Vater wurde sie Mitglied in der Wandervogel-Bewegung, nach deren „Gleichschaltung“ 1933 dann im Bund Deutscher Mädel. Vom Lyzeum wechselte sie auf die anthroposophisch geprägte Loheland-Schule in der Rhön, um Handweben zu erlernen. Nach Ableistung eines Pflichtjahrs und (aus gesundheitlichen Gründen verkürztem) Reichsarbeitsdienst, die bereits in den Zweiten Weltkrieg fielen, kehrte sie nach Hause zurück. In Berlin und später Frankfurt an der Oder holte sie ihr Abitur nach und nahm anschließend in Königsberg ein Studium der Germanistik auf.
Im Sommer 1944 entging sie einer kriegsbedingten Dienstverpflichtung, um ihre Großmutter Käthe Kollwitz im sächsischen Moritzburg bis zu deren Tod im April 1945 zu pflegen. Gemeinsam mit ihrer Schwester – sowie Kollwitz-Zeichnungen im Gepäck – flüchtete sie zum Kriegsende aus Moritzburg und setzte nach einigen Zwischenstationen schließlich ihr Studium in Tübingen fort. Dort heiratete sie 1948 den Pianisten Robert-Alexander Bohnke (einen direkten Nachfahren von Fromet Guggenheim und Moses Mendelsohn) und wurde 1950 an der  Eberhard Karls Universität Tübingen mit der Dissertation Thomas Manns Romantechnik promoviert.
Beruflich orientierte sich Jutta Bohnke-Kollwitz zunächst in die Verlagsbranche nach Frankfurt am Main, wohin sie mit ihren beiden Kindern nach der Scheidung von Bohnke in den 1950ern umsiedelte. Kurz nach der Gründung der von Heinrich Böll und anderen initiierten Spezialbibliothek zur Geschichte des deutschen Judentums Germania Judaica in Köln übernahm sie 1960 – nach einer Initiativbewerbung – die Geschäftsführung der Bibliothek. Diese hatte sie bis 1984 inne. Von einer reinen Bürgerinitiative entwickelte Jutta Bohnke-Kollwitz die Institution durch die anfänglich langen finanziellen Durststrecken zu einer angesehenen wissenschaftlichen Spezialbibliothek. Sie gründete beispielsweise die Arbeitsgemeinschaft jüdischer Sammlungen und knüpfte internationale Netzwerke, etwa mit dem Leo Baeck Institut und nach Israel. Unter anderem war sie Mitherausgeberin der Festschrift Germania Judaica 1959–1984, die als bedeutendes Standardwerk gilt.
1984 schied sie aus Altersgründen als Geschäftsführerin aus der Germania Judaica aus; ihre Nachfolgerin wurde die Historikerin Monika Richarz. In der Folgezeit wollte sie sich der Herausgabe der Tagebücher und Briefe ihrer Großmutter Käthe Kollwitz widmen. Mit dem Aufbau einer Kollwitz-Sammlung durch die Kreissparkasse Köln übernahm sie 1985 bis 1990 die Aufgabe einer Gründungsdirektorin des neuen Käthe-Kollwitz-Museums, bevor sie diese an Hannelore Fischer übergab. Im Namen der Kollwitz-Familienmitglieder übertrug sie zahlreiche Werke aus Familienbesitz an das neue Museum und organisierte weitere Ankäufe. Das Museum gilt inzwischen als weltweit umfangreichste Kollwitz-Sammlung.
Auch in ihrem Ruhestand blieb Jutta Bohnke-Kollwitz aktiv. 2005 sprach sie etwa anlässlich des 20-jährigen Jubiläums des Kölner Kollwitz-Museums. Im Jahr 2017 war sie rund um die Feierlichkeiten zum 150-jährigen Geburtstag ihrer Großmutter präsent; unter anderem war sie gemeinsam mit ihrer Zwillingsschwester als Zeitzeugin an dem Dokumentarfilm Kollwitz – Ein Leben in Leidenschaft beteiligt.
Jutta Bohnke-Kollwitz starb am 6. Oktober 2021 im Alter von 98 Jahren in Köln und wurde auf dem dortigen Melaten-Friedhof beigesetzt.

## Publikationen

### Als Verfasserin
- Thomas Manns Romantechnik. Dissertation vom 24. Juli 1950. Tübingen 1950.
- mit Peter Freimark, Martin Seiler: Jüdische Sammlungen in deutschen Bibliotheken : ein Führer zu Judaica- und Hebraica-Beständen in Bibliotheken der Bundesrepublik Deutschland und Westberlin /  hrsg. von. im Auftr. d. Arbeitsgemeinschaft Jüd. Sammlungen in d. Bundesrepublik Deutschland u. Westberlin. Hrsg.: Jutta Bohnke-Kollwitz,. Köln 1981.
- Kreissparkasse Köln (Hrsg.): Käthe Kollwitz und Köln : Käthe-Kollwitz-Sammlung der Kreissparkasse Köln. Köln 1985.
- mit Carola Stern: Die Weiber in Merten. In: Dorothee Böttges-Papendorf (Hrsg.): Erinnerung an den Schriftsteller Heinrich Böll : Ehrenbürger der Stadt Bornheim. Rhein-Mosel-Verlag, Zell/Mosel 2017, ISBN 978-3-89801-353-6 (Der Text, der früher entstand, ist eine Erinnerung an Heinrich Bölls Zeit in Bornheim-Merten ab 1982).

### Als Herausgeberin (Auswahl)
- Köln und das rheinische Judentum. Festschrift Germania Judaica, 1959-1984. J.P. Bachem, Köln 1984, ISBN 3-7616-0719-9.
- Käthe Kollwitz: Briefe an den Sohn, 1904 bis 1945. Siedler, Berlin 1992, ISBN 3-88680-250-7.
- Käthe Kollwitz: Die Tagebücher 1908 – 1943. München 1999, ISBN 978-3-442-75543-1.